# Валентина Захабура
Валенти́на Захабу́ра (справжнє ім'я Валентина Захарченко-Бурцева; 16 липня 1978, Київ) — українська письменниця (поетеса, прозаїк), авторка і виконавиця пісень, бібліотекар, педагог, організатор літературних студій для дітей та юнацтва.

## Біографія і творчість
Закінчила філософський факультет КНУ ім. Тараса Шевченка, працює бібліотекарем у книгозбірні для дітей. Учасниця літоб'єднання «Перехрестя», виступає з віршами й піснями на фестивалях і концертах, твори друкуються в українських та міжнародних часописах («Дніпро», «Київська Русь», «Zeitglas», тощо). Має добірку віршів у міжнародному збірнику «Ukr.Ru. etc.», «Перша тисяча кроків», «Викрадення Європи», «Голоси Севами» та власну збірку поезій «ЯТОМОРЕ», збірку пісень «Запрошення на каву», твори ввійшли до «Антології сучасної української поезії» болгарською мовою (за редакцією Анни Багряної).
Організовує та проводить літературні студії для дітей і юнацтва.
У видавництві «Теза» вийшли друком повісті для дітей та батьків «Ой, Лише, або з чим їдять вундеркіндів?», «Ой, Лише, або як потрапити в халепу?», «Ой, Лише, або як приборкати батьків?».
Брала участь у літературних проектах для дітей та підлітків «Це зробила вона», «Чат для дівчат», «Окуляри та кролик-гном».
Валентина Захабура має чудовий голос, прекрасно грає на гітарі, є постійною учасницею фестивалів авторської пісні і поезії «Відкриті Небеса», «Рутенія», «Sevama fest», фестивалів Трипільське коло", проектів «Міцна Поезія», авторського клубу поезії «Гітара по колу» тощо.
Твори Валентини Захабури є у фондах публічних бібліотек Києва.
Книги

- Чат для дівчат (видавництво Старого Лева) — 2016;
- Ой, Лише, або з чим їдять вундеркіндів[3] (видавництво Теза) — 2018;
- Ой, Лише, або як приборкати батьків — 2019;
- Ой, Лише, або Як потрапити в халепу — 2019;
- Леприкони[4] (Видавництво Старого Лева) — 2019;
- Вузлик на пам'ять — колективна збірка (Брайт Букс) — 2019;
- Коли сніг пахне мандаринками — колективна збірка (Видавництво Старого Лева) — 2021;
- Лео-фу або Я народився собакою (Видавництво Старого Лева) [5]

## Леприкони
Назва «Лепрекони» не означає, що книга про міфічних чоловічків в зеленому одязі, які полюбляють золото. Навпаки, ця книга про підлітків з їх сучасними проблемами. Ці ж підлітки і називають себе леприконами, тому що вирішили всі разом ходити до гімназії в зеленому взутті. 
Леприкони розкривають нам різні проблеми: стосунки з вчителями, друзями, навчання, гендерне позиціонування, домагання до дівчат в транспорті. І все це описано в невеличкій книжці. 
Ось як сама авторка описує своє творіння: «Гадаєте, лепрекони — лише міфічні ірландські персонажі? А от і ні! Це жваві українські підлітки, які взувають до гімназії зелені черевики і називають себе спільнотою лепреконів. «Лепреконка» Наталя отримує листа від друга дитинства Антіна, і з нього довідується, що геть нічого не знає про людину, яка ще кілька років тому видавалася зрозумілою і найближчою.
Друзі-лепрекони потерпають від діставучих вчителів, які ні сіло ні впало можуть заборонити учням весну, від надмірної чи, навпаки, недостатньої батьківської уваги, від застарілих соціальних стереотипів. А ще — шукають себе, закохуються, хвилюються одне за одного й завжди готові прийти на допомогу і дати відсіч проблемам. Адже дружба — їхній найбільший скарб.»

## Громадська діяльність
Є співорганізатором та учасницею літературних проектів:
- «Амазонські читання» — спільний проект Антоніни Спірідончевої та Валентини Захабури, який полягає в низці проведених музично-поетичних виступів, під час яких читалися твори на тему амазонок, амазонства та античності.
- «Музи без музчин» — бешкетницька дівчача програма, яку представляють Антоніна Спірідончева, Марина Єщенко та Валентина Захабура. Полягає в низці проведених літературних виступів, під час яких читаються бешкетницькі, гумористичні та «емансиповані» твори. «Музи без мужчин» презентувалися у Львові (Форум видавців-2016), Києві, Херсоні та Миколаєві (на запрошення Безкоштовних курсів української мови).